# چشم‌انداز طبیعی

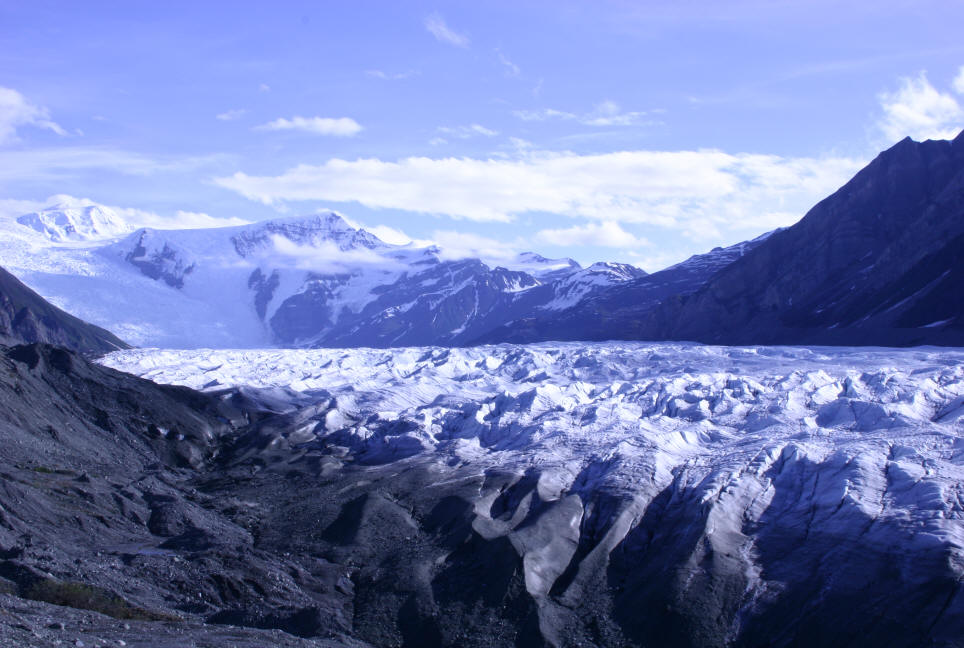
یخچال طبیعی در مرز بین آلاسکا، ایالات متحده، و کانادا. سیستم پارک الیاس-گلاسیر خلیج-تاتشنشینی-آلسک

چشم‌انداز طبیعی (به انگلیسی: Natural landscape) همان چشم‌انداز اولیه‌ای است که پیش از اینکه فرهنگ بشری در آن کنشی ایجاد کند وجود دارد. چشم‌انداز طبیعی و چشم‌انداز فرهنگی بخش‌های جداگانه‌ای از چشم‌انداز هستند. با این حال، در قرن بیست و یکم، چشم‌اندازهایی که کاملاً توسط فعالیت‌های انسانی دست‌نخورده هستند، دیگر وجود ندارند، به طوری که گاهی به درجه‌ای از طبیعی بودن در یک چشم‌انداز اشاره می‌شود.

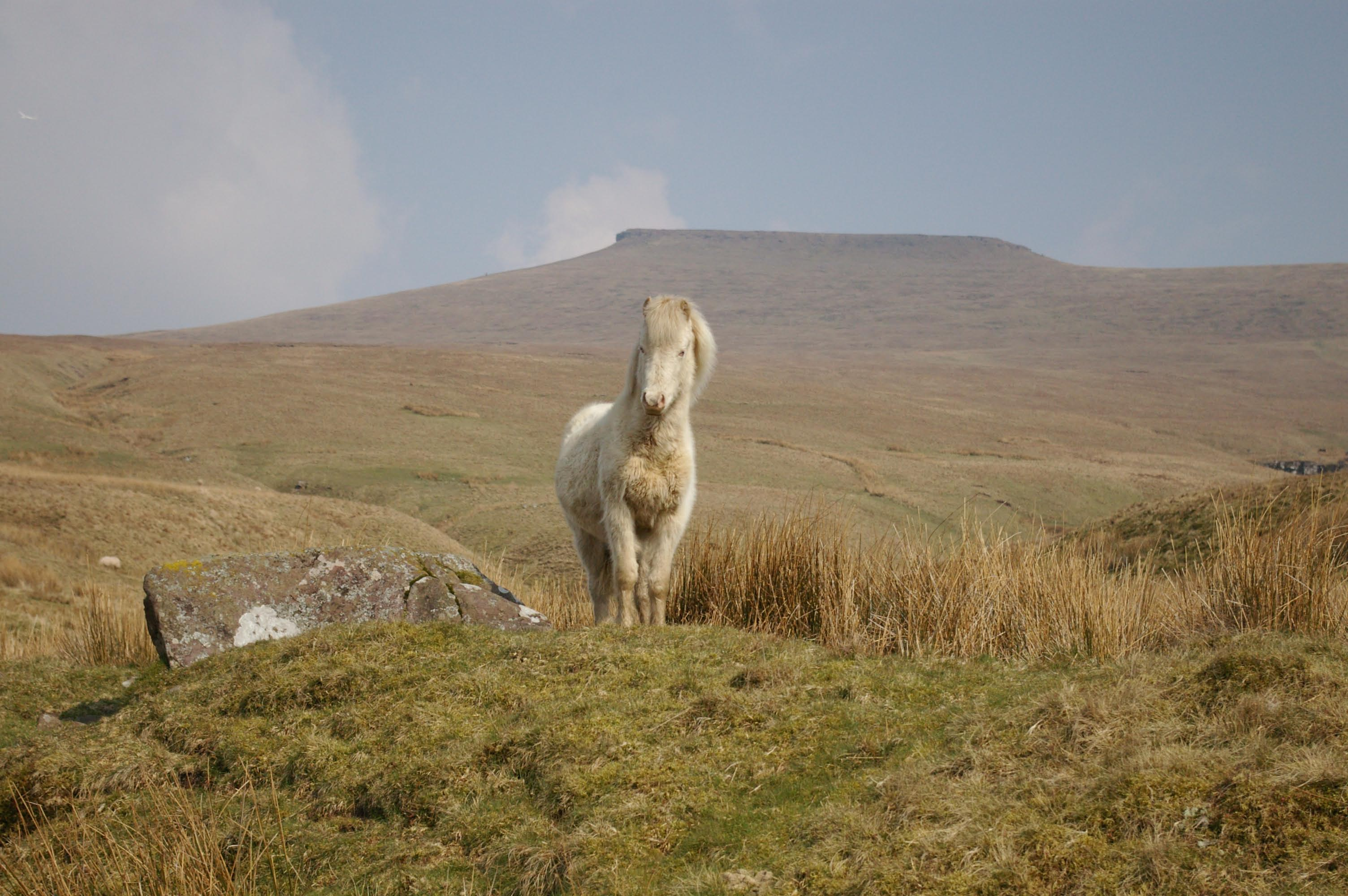
یک چشم‌انداز کوهستانی ولزی در پارک ملی برکن بیکنز، ولز. گوسفندان و گاوها در این ارتفاعات چرا می‌کنند